# Masakra w Wielkim Tarpnie
Masakra w Wielkim Tarpnie – masakra miejscowej ludności we wsi Wielkie Tarpno (obecnie dzielnica Grudziądza) dokonana przez oddział wojska pruskiego 14 września 1769.
Dnia tego w miejscowym kościele pod wezwaniem Podwyższenia Krzyża Świętego odbywały się uroczystości odpustowe. Po mszy żołnierz pruski ze stacjonującego niedaleko oddziału wdał się w bójkę z miejscowym parobkiem. Miejscowa ludność udzieliła pomocy parobkowi, lecz wkrótce nadjechał oddział dragonów i uderzył na cywilów z użyciem szabli, pik i broni palnej. W wyniku tego zginęło i odniosło rany kilkadziesiąt osób.